# Navigace bez legrace
Navigace bez legrace (v anglickém originále The Wayz We Were) je 4. díl 33. řady (celkem 710.) amerického animovaného seriálu Simpsonovi. Scénář napsal Joel H. Cohen a díl režíroval Matthew Nastuk. V USA měl premiéru dne 17. října 2021 na stanici Fox Broadcasting Company a v Česku byl poprvé vysílán 15. února 2022 na stanici Prima Cool.

## Děj
Samotný díl začíná kdysi v minulosti, kdy byla vynalezena doprava a stala se první dopravní zácpa. V současnosti vzniká velká dopravní zácpa na ulici Evergreen Terrace, která působí rozruch. Vočko Szyslak taktéž uvázl v koloně. Spatří za sebou auto, které se mu zdá povědomé.
Rodina Simpsonových svolá schůzi sousedů, aby s ním probrala dopravní zácpu, a dozví se, že celá rodina je kvůli svým otravným výstupům velmi neoblíbená. Poté, co si uvědomí, že je sousedé nenávidí, Homer se pokusí situaci vyřešit, aby si napravil reputaci. Rozhodne se tedy jít za Frinkem a ten digitálně vyřadí ulici z map, čímž se zbaví ostatních aut v této ulici. Obyvatelé města Homera oslavují jako hrdinu, ale jejich obdiv začne Homera brzy štvát.
Mezitím Vočko zjistí, že auto, které jede opět za ním, patří jeho bývalé přítelkyni jménem Maya z dílu Kráska přes internet. Maya rychle požádá Vočka, aby se k sobě vrátili, a on ji s radostí přijme zpět. Oba stráví velkou část času v baru a začnou zpívat, ale Vočko se obává, že ho Maya opustí, stejně jako všechny ostatní ženy v jeho životě.
Zarmoucený Vočko se pak smutný vydává do Bartova domku na stromě. Homer pak Vočka přesvědčí, aby opustil domek na stromě, když mu řekne, že ho Maya miluje a nikdy by ho neopustila. Oba se usmíří a políbí a Vočko požádá Mayu o ruku, která s radostí přijímá.

## Přijetí

### Sledovanost
Ve Spojených státech díl během premiéry sledovalo 1,51 milionu diváků.

### Kritika
Kritik Tony Sokol z webu Den of Geek udělil epizodě 2,5 z 5 hvězdiček a uvedl: „Navigace bez legrace je vlažný díl, který jen lehce zahřejí písničky. Je to také sladká epizoda, která zkoumá Vočkovy nejniternější zmatky, ale nepřivádí je do varu. Vočko má v tomto díle sex a pořád to není dost žhavé.“.
Marcus Gibson z Bubbleblabberu ohodnotil díl Navigace bez legrace 7,5 body z 10 a uvedl: „Celkově nebyla epizoda Navigace bez legrace tak otravná jako uvíznutí ve skutečné dopravní zácpě. Je to vtipný a procítěný díl, který staví do popředí Vočkův charakterový růst. Bylo by lepší, kdyby se obešel bez scénáře ‚Homer řeší dopravní zácpu‘, protože podle mého názoru neměl příliš velký dopad. Jinak se jedná o příjemnou dějovou linku, která odstartuje Vočkovu budoucnost s Mayou.“.